# Marcilly-et-Dracy
Marcilly-et-Dracy település Franciaországban, Côte-d’Or megyében. Lakosainak száma 86 fő (2022. január 1.). Marcilly-et-Dracy Arnay-sous-Vitteaux, Posanges, Saint-Thibault, Velogny és Vitteaux községekkel határos.

## Népesség
A település népességének változása:
| Lakosok száma | 115  | 86   | 85   | 92   | 108  | 111  | 99   | 92   | 90   | 86   |
|               | 1968 | 1982 | 1990 | 2006 | 2013 | 2015 | 2017 | 2019 | 2020 | 2022 |